# Samnagenses
Les Samnagenses (habitants de la ville de Samnaga) sont un peuple de Gaule narbonnaise décrit par Pline l'Ancien dans son ouvrage Histoire naturelle (III, 37). Nous connaissons aussi leur existence par leur monnayage et quelques inscriptions.

## Localisation
La localisation précise du territoire de ce peuple gaulois est toujours débattue. De par la zone de diffusion de leur monnaie, la majorité des hypothèses les situent dans la basse vallée du Rhône et le Languedoc Roussillon. 

Cependant, plusieurs découvertes récentes faites lors de différentes campagnes de fouilles archéologiques sur le site du "Castellas" à Murviel-lès-Montpellier, permettent aujourd'hui de situer la capitale de ce peuple sur ce site.

La découverte des indices se fit en deux temps:
- Celle, faite en 2008, de la "table de mesure" livra une inscription du Ier siècle ap. J.-C. mentionnant l'édile Caius Maselius secandus, permit de conclure que la ville avait donc toujours ses propres magistrats après l'attribution des 24 oppida à Nîmes. Le Castellas de Murviel-lès-Montpellier fait donc partie de la dizaine de noms de villes autonomes que mentionne Pline l'Ancien et qui ne sont pas encore localisées.
- Puis celle, faite en 2009 sur le secteur de la place monumentale, d'un fragment permettant de compléter une inscription relatant la carrière politique d'un citoyen romain ayant effectué des réalisations importantes pour la ville antique de Murviel-lès-Montpellier. En se référant à d'autres inscriptions de ce type trouvées dans d'autres villes antiques, le texte doit alors se terminer par le nom du peuple pour qui ce personnage a fait des réalisations publiques. Bien que la stèle soit à ce jour encore incomplète, il possible de lire "(M)NA...ENSIBUS" à cet emplacement. Le nom du peuple de la ville romaine doit donc comporter ces lettres et le seul nom possible présent dans la liste de Pline l'Ancien est alors : SAMNAGENSIBUS.

La ville antique de Murviel devait donc être la capitale du peuple des Samnagenses dont le territoire couvrait probablement une partie de celui de l'agglomération actuelle de Montpellier.
Il existe toutefois une polémique car la capitale des Samnagenses était avant ces découvertes située sur l'oppidum de Gaujac (Gard).

## Histoire
Une inscription trouvée à Nîmes fait état de liens particuliers entre les Samnagenses et les Bituriges (Bourges). Des monnaies samnagètes ont été retrouvées chez les Bituriges et réciproquement.